# Barista
Barista er det italienske ord for bartender. Ordet har vundet indpas i ikke-italienske sprog siden cirka 1990, og anvendes til at beskrive en professionel espresso-brygger.
Barista var oprindelig kendetegnende for en virkelig ekspert i espresso-brygning, men bruges i dag om alt fra folk, der blot står i en café til eksperter, der har været på halv- og helårlige uddannelser. Der afholdes hvert år verdensmesterskab i baristakunst. Mesterskabet kaldes World Barista Championship. Konkurrencen startede i 2000 i Monte Carlo, Monaco. Her vandt Robert Thoresen fra Norge. I år 2000 var konkurrencen langt fra hvad den er i dag. Her var det visionen der var vigtigst og feltet af konkurrerende baristaer bestod af kun 12 deltagere. Mesterskabet er blevet afholdt hver år siden da, og er hvert år vokset i tilslutning af deltagere, sponsorer og tilskuere. I 2009 deltog 51 baristaer.